# Espergærde
Espergærde är en stadsdel i Helsingør på norra Själland i Danmark, omkring 7 km söder om centrala Helsingør. I orten, som 2008 hade 11 458 invånare , finns en av Danmarks största gymnasieskolor. Skolan för vidare arvet från Helsingørs Latinskola.

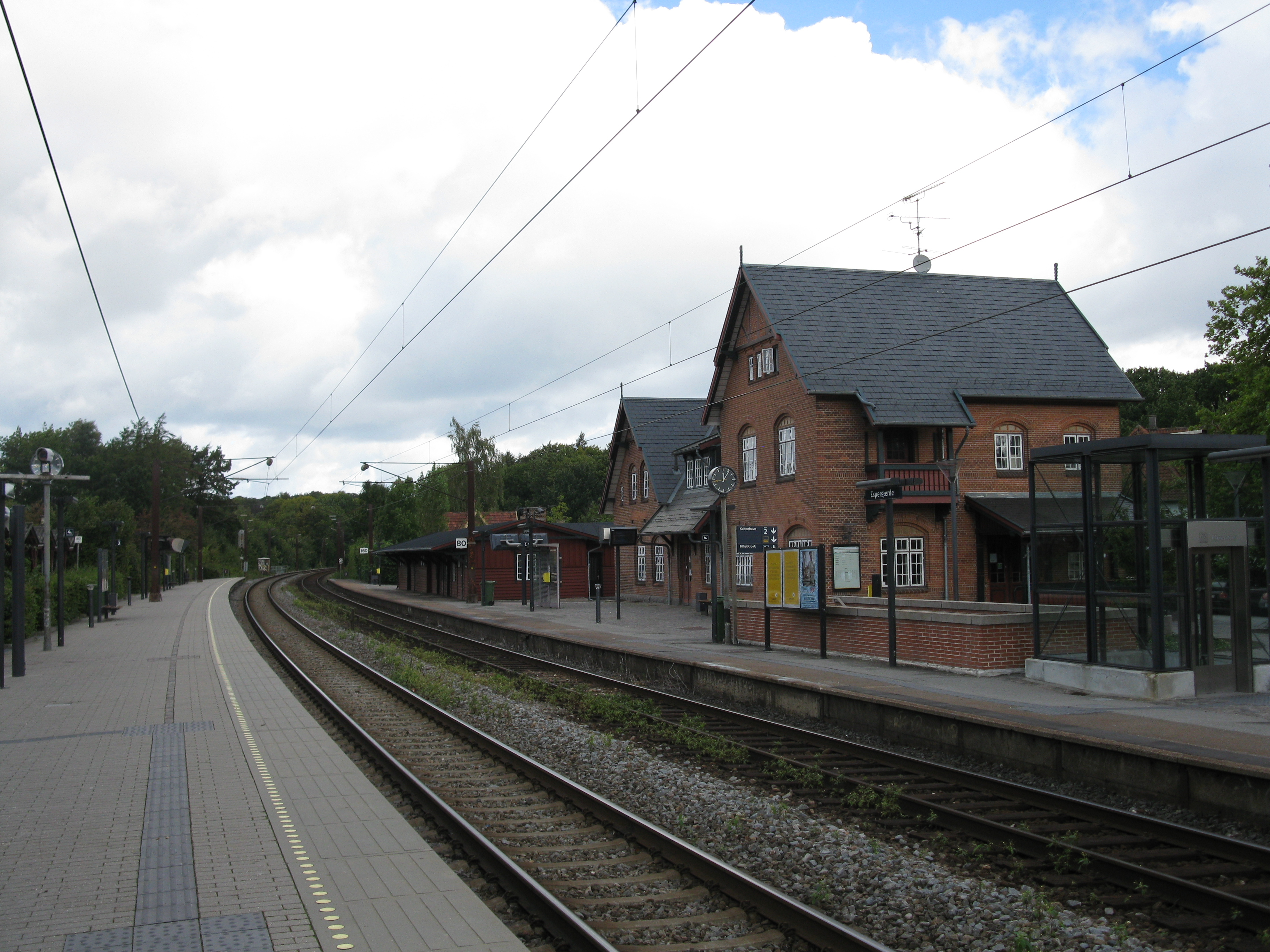
Espergærde station.

Det finns även ett lokalt centrum, Espergærdecentret, som är det äldsta i Danmark, med butiker, kyrka och bibliotek. Espergærde har järnvägsstation på Kystbanen. Inom orten finns även stationen Mørdrup på banan Lille Nord mellan Helsingør och Hillerød.